# Ampasipotsy Gare
Ampasipotsy Gare is een plaats en commune in het oosten van Madagaskar, behorend tot het district Moramanga, dat gelegen is in de regio Alaotra-Mangoro. Tijdens een volkstelling in 2001 telde de plaats 6.716 inwoners.
De plaats biedt enkel lager onderwijs aan. 70 % van de bevolking werkt als landbouwer en 1 % houdt zich bezig met veeteelt. Het belangrijkste landbouwproduct is rijst; andere belangrijke producten zijn maniok en zoete aardappelen. Verder is 29% actief in de dienstensector.